# Хаммер, Кристина
Кристина Хаммер (нем. Christina Hammer; 16 августа 1990, поселок Новодолинский, Карагандинская область, Казахская ССР) — немецкая женщина-боксёр. Чемпионка мира в средней (WBO, 2010—2019; WBF, 2011—2014; WBC, 2016—2018) и 2-й средней (WBO, 2013; WBF, 2013; WIBF, 2020—2021) весовых категориях. Бывшая претендентка на титул чемпионки мира в 1-й средней весовой категории. Серебряный призёр чемпионата Германии (2008) среди любителей.

## Биография
Родилась 16 августа 1990 года в посёлке Новодолинский Карагандинской области Казахской ССР. В детстве вместе с семьёй эмигрировала в Германию.

## Любительская карьера

### Чемпионат Германии 2008
Выступала в 1-й средней весовой категории (до 70 кг). В четвертьфинале победила Зильке Хинеке. В полуфинале победила Янине Хоффманн. В финале проиграла Николине Орлович.

## Профессиональная карьера
Сотрудничает с промоутерской компанией SES Boxing.
Дебютировала на профессиональном ринге 12 сентября 2009 года, одержав победу нокаутом во 2-м раунде.

### Чемпионский бой сТерезой Пероцци
23 октября 2010 года встретилась с бермудкой Терезой Пероцци в бою за вакантный титул чемпионки мира в среднем весе по версии WBO. Поединок продлился все 10 раундов. Судьи единогласно отдали победу Хаммер.

### Чемпионский бой сДианой Кишш
18 февраля 2011 года встретилась с венгеркой Дианой Кишш в бою вакантный титул чемпионки мира в среднем весе по версии WBF. После 7-го раунда Кишш отказалась от продолжения боя.

### Защиты титулов (2011—2012)
27 мая 2011 года победила по очкам чемпионку мира в 1-м среднем весе шведку Марию Линдберг.
21 октября 2011 года победила по очкам американку Вашон Лайвинг.
5 апреля 2012 года победила по очкам южноафриканку Джули Тшабалалу.
7 сентября 2012 года победила по очкам бывшую претендентку на титул чемпионки мира в двух весовых категориях доминиканку Яаиру Эрнандес.

### Чемпионский бой сЗитой Затико
Поднялась в следующую весовую категорию. 4 мая 2013 года встретилась с чемпионкой мира во 2-м среднем весе по версии WBF не имеющей поражений венгеркой Зитой Затико. На кону также был вакантный титул WBO во 2-м среднем весе. Поединок продлился все 10 раундов. Судьи единогласно отдали победу Хаммер.

### Защиты титулов (2013—2014)
Вернулась в средний вес. 13 июля 2013 года победила по очкам бывшую претендентку на титул чемпионки мира в полусреднем весе шведку Микаэлу Лаурен.
6 декабря 2013 года нокаутировала в 1-м раунде мексиканку Кармен Гарсию Тоскано.
1 марта 2014 года победила по очкам бывшую чемпионку мира в полусреднем весе немку Джессику Балогун.

### Чемпионский бой сАнной Софи Матис
Спустилась на одну весовую категорию вниз. 26 июля 2014 года встретилась с чемпионкой мира в 1-м среднем весе по версии WBF француженкой Анной Софи Матис. На кону также стоял вакантный титул WBO в этом же весе. В 5-м раунде Матис была дисквалифицирована за удары по затылку. 28 июля статус поединка был изменён на «не состоявшийся».
Вернулась в средний вес. 2 мая 2015 года защитила титул WBO, победив по очкам американку Кали Рис.

### Объединительный бой сКали Рис
5 ноября 2016 года во второй раз встретилась с Кали Рис. Поединок носился объединительный статус, так как Рис владела титулом WBC в среднем весе. Бой продлился все 10 раундов. Судьи единогласно отдали победу Хаммер.
1 апреля 2017 года во второй раз встретилась со шведкой Марией Линдберг. Победила по очкам и защитила свои титулы.
4 ноября 2017 года нокаутировала в 4-м раунде бывшую претендентку на титул чемпионки мира во 2-м среднем весе ганку Гифти Амануа Анкрах.
22 июня 2018 года встретилась с экс-чемпионкой мира в трёх весовых категориях американкой Тори Нельсон. Одержала победу по очкам.

### Чемпионский бой сКларессой Шилдс
13 апреля 2019 года на арене Boardwalk Hall в Атлантик-Сити (штат Нью-Джерси, США) Кристина Хаммер и Кларесса Шилдс провели бой за звание абсолютной чемпионки мира в среднем весе. Шилдс одержала победу единогласным решением судей.

## Статистика боёв
В таблице перечислены результаты всех поединков боксёров.
В каждой строке указан результат поединка. Дополнительно номер поединка обозначен цветом, который обозначает итог поединка. Расшифровка обозначений и цветов представлена в нижеследующей таблице.
| Пример | Расшифровка                     |
| ------ | ------------------------------- |
|        | Победа                          |
|        | Ничья                           |
|        | Поражение                       |
|        | Планируемый поединок            |
|        | Поединок признан несостоявшимся |
| КО     | Нокаут                          |
| ТКО    | Технический нокаут              |
| PTS    | Решение судей (по очкам)        |
| UD     | Единогласное решение судей      |
| MD     | Решение большинства судей       |
| SD     | Раздельное решение судей        |
| RTD    | Отказ от продолжения боя        |
| DQ     | Дисквалификация                 |
| NC     | Поединок признан несостоявшимся |

| Бой | Дата             | Соперник                       | Место проведения                                                                  | Результат  | Примечание |
| --- | ---------------- | ------------------------------ | --------------------------------------------------------------------------------- | ---------- | --- |
| 30  | 7 мая 2022       | Луиза Давыдова (6-3)           | Sartory Sale Koln, Кёльн, Северный Рейн-Вестфалия, Германия                       | UD (8)     | Счёт: 80-72 (все). |
| 29  | 3 декабря 2021   | Даниэле Бастиери (3-1)         | Harzlandhalle, Ильзенбург, Саксония-Анхальт, Германия                             | TKO 1 (8)  | |
| 28  | 20 декабря 2020  | Санна Турунен (6-3-1)          | Motorworld, Кёльн, Северный Рейн-Вестфалия, Германия                              | KO 7 (10)  | Завоевала титул чемпионки мира во 2-м среднем весе по версии WIBF. |
| 27  | 8 февраля 2020   | Флоренс Мутони (12-8-2)        | EWS Arena, Гёппинген, Баден-Вюртемберг, Германия                                  | UD (8)     | Счёт: 80-72 (все). |
| 26  | 13 апреля 2019   | Кларесса Шилдс (8-0-0)         | Boardwalk Hall, Атлантик-Сити, Нью-Джерси, США                                    | UD (10)    | Защита титулов WBC (2-я защита Шилдс), WBA (3-я защита Шилдс), IBF (3-я защита Шилдс) и WBO (13-я защита Хаммер) в среднем весе. Вакантный титул The Ring в среднем весе. Счёт: 92-98 (трижды). |
| 25  | 9 февраля 2019   | Элен Сикмашвили (8-7-0)        | Verti Music Hall, Фридрихсхайн, Германия                                          | TKO 2 (8)  | |
| 24  | 22 июня 2018     | Тори Нельсон (17-1-3)          | Masonic Temple, Детройт, Мичиган, США                                             | UD (10)    | Чемпионка мира в среднем весе по версиям WBC (3-я защита Хаммер) и WBO (12-я защита Хаммер). Счёт: 100-90 и 99-91 (дважды).                                                                     |
| 23  | 4 ноября 2017    | Гифти Амануа Анкрах (7-4-1)    | Мюнхен, Бавария, Германия                                                         | KO 4 (10)  | Чемпионка мира в среднем весе по версиям WBO (11-я защита Хаммер) и WBC (2-я защита Хаммер). |
| 22  | 1 апреля 2017    | Мария Линдберг (15-1-2)        | Westfalenhallen, Дортмунд, Северный Рейн-Вестфалия, Германия                      | UD (10)    | Чемпионка мира в среднем весе по версиям WBO (10-я защита Хаммер) и WBC (1-я защита Хаммер). Счёт судей: 100-90 (все).                                                                          |
| 21  | 5 ноября 2016    | Кали Рис (10-5-1)              | Ballhaus Forum, Мюнхен, Бавария, Германия                                         | UD (10)    | Чемпионка мира в среднем весе по версиям WBO (9-я защита Хаммер) и WBC (1-я защита Рис). Счёт судей: 100-90 и 98-93 (дважды).                                                                   |
| 20  | 15 июля 2016     | Мелинда Лазар (5-3-0)          | Ballhaus Forum, Мюнхен, Бавария, Германия                                         | TKO6 (8)   | |
| 19  | 2 мая 2015       | Кали Рис (7-3-1)               | Sparkassen-Arena, Йена, Тюрингия, Германия                                        | UD (10)    | Чемпионка мира в среднем весе по версии WBO (8-я защита Хаммер). Счёт судей: 98-91 (все). |
| 18  | 26 июля 2014     | Анна Софи Матис (27-3-0)       | Anhalt Arena, Дессау, Саксония-Анхальт, Германия                                  | NC 5 (10)  | Чемпионка мира в 1-м среднем весе по версии WBF (1-я защита Матис), вакантный титул чемпионки мира в 1-м среднем весе по версии WBO.                                                            |
| 17  | 1 марта 2014     | Джессика Балогун (23-2-0)      | GETEC Arena, Магдебург, Саксония-Анхальт, Германия                                | UD (10)    | Чемпионка мира в среднем весе по версиям WBO (7-я защита Хаммер) и WBF (7-я защита Хаммер). Счёт судей: 100-90 (все).                                                                           |
| 16  | 6 декабря 2013   | Кармен Гарсия Тоскано (10-2-0) | Brandenburg Halle, Франкфурт-на-Одере, Бранденбург, Германия                      | TKO 1 (10) | Чемпионка мира в среднем весе по версиям WBO (6-я защита Хаммер) и WBF (6-я защита Хаммер). |
| 15  | 13 июля 2013     | Микаэла Лаурен (19-2-0)        | EnergieVerbund Arena, Дрезден, Саксония, Германия                                 | UD (10)    | Чемпионка мира в среднем весе по версиям WBO (5-я защита Хаммер) и WBF (5-я защита Хаммер). Счёт судей: 100-90, 99-91, 98-92.                                                                   |
| 14  | 4 мая 2013       | Зита Затико (15-0-1)           | САП-Арена, Мангейм, Баден-Вюртемберг, Германия                                    | UD (10)    | Чемпионка мира во 2-м среднем весе по версии WBF (1-я защита Затико), вакантный титул чемпионки мира во 2-м среднем весе по версии WBO. Счёт судей: 100-89 и 99-90 (дважды).                    |
| 13  | 7 сентября 2012  | Яаира Эрнандес (11-3-0)        | RWE Rhein-Ruhr Sporthalle, Мюльхайм-ан-дер-Рур, Северный Рейн-Вестфалия, Германия | UD (10)    | Чемпионка мира в среднем весе по версиям WBO (4-я защита Хаммер) и WBF (4-я защита Хаммер). Эрнандес в нокдауне в 4-м, 9-м и 10-м раундах. Счёт судей: 100-85 (все).                            |
| 12  | 5 апреля 2012    | Джули Тшабалала (4-1-1)        | Vodova Arena, Брно, Южноморавский край, Чехия                                     | UD (10)    | Чемпионка мира в среднем весе по версиям WBO (3-я защита Хаммер) и WBF (3-я защита Хаммер). Счёт судей: 99-91 и 100-90 (дважды).                                                                |
| 11  | 21 октября 2011  | Вашон Лайвинг (5-1-0)          | Brandenburg Halle, Франкфурт-на-Одере, Бранденбург, Германия                      | UD (10)    | Чемпионка мира в среднем весе по версиям WBO (2-я защита Хаммер) и WBF (2-я защита Хаммер). Счёт судей: 99-91 и 100-90 (дважды).                                                                |
| 10  | 27 мая 2011      | Мария Линдберг (5-0-2)         | Zlatopramen Arena, Усти-над-Лабем, Устецкий край, Чехия                           | UD (10)    | Чемпионка мира в среднем весе по версиям WBO (1-я защита Хаммер) и WBF (1-я защита Хаммер). Счёт судей: 98-92 и 97-93 (дважды).                                                                 |
| 9   | 18 февраля 2011  | Диана Кишш (6-2-1)             | Sportpark Arena, Любляна, Словения                                                | RTD 7 (10) | Вакантный титул чемпионки мира в среднем весе по версии WBF. |
| 8   | 23 октября 2010  | Тереза Пероцци (7-3-1)         | Erdgas Arena, Риза, Саксония, Германия                                            | UD (10)    | Вакантный титул чемпионки мира в среднем весе по версии WBO. Счёт судей: 98-92 и 97-93 (дважды).                                                                                                |
| 7   | 4 сентября 2010  | Михаэла Драган (3-2-0)         | Sportpark Arena, Любляна, Словения                                                | TKO 2 (6)  | |
| 6   | 4 июня 2010      | Мари Ридерер (5-0-0)           | Landesgartenschau, Ашерслебен, Саксония-Анхальт, Германия                         | KO 5 (6)   | |
| 5   | 17 апреля 2010   | Патрициа Бресик (0-1-0)        | Bordelandhalle, Магдебург, Саксония-Анхальт, Германия                             | TKO 2 (6)  | |
| 4   | 9 апреля 2010    | Даниэла Бикеи (0-5-0)          | Tivoli Arena, Любляна, Словения                                                   | TKO 4 (6)  | |
| 3   | 15 ноября 2009   | Мария Пеякович (2-0-0)         | EKZ Arena, Берлин, Германия                                                       | TKO 4 (4)  | |
| 2   | 24 октября 2009  | Сарка Стокласкова (2-7-0)      | Anhalt Arena, Дессау, Саксония-Анхальт, Германия                                  | UD (4)     | |
| 1   | 12 сентября 2009 | Мелиса Коктар (дебют)          | Gewerbehof Schlutius, Магдебург, Саксония-Анхальт, Германия                       | TKO 2 (4)  | |
| Бой | Дата             | Соперник                       | Место проведения                                                                  | Результат  | Примечание |

## Титулы и достижения

### Любительские
- 2008.  Серебряный призёр чемпионата Германии в 1-м среднем весе (до 70 кг).

### Профессиональные
- Чемпионка мира в среднем весе по версии WBO (2010—2019)
- Чемпионка мира в среднем весе по версии WBF (2011—2014)
- Чемпионка мира во 2-м среднем весе по версии WBO (2013)
- Чемпионка мира во 2-м среднем весе по версии WBF (2013)
- Чемпионка мира в среднем весе по версии WBC (2016—2018)
- Чемпионка мира во 2-м среднем весе по версии WIBF (2020—2021)